# Cchiloni
Cchiloni (ros. Antonykau) – wieś w Osetii Południowej, w regionie Achalgori. W 2015 roku liczyła 32 mieszkańców. W przeszłości dwie odrębne wsie - Kwemo Cchiloni (gruz. ქვემო ცხილონი) i Zemo Cchiloni (gruz. ზემო ცხილონი).

## Urodzeni
- Biesik Kuduchow